# 49 Andromedae
49 Andromedae (49 And), som är stjärnans Flamsteedbeteckning, är en ensam stjärna belägen i den norra delen av stjärnbilden Andromeda. Den har en kombinerad skenbar magnitud på ca 5,27 och är svagt synlig för blotta ögat där ljusföroreningar ej förekommer. Baserat på parallaxmätning inom Hipparcosuppdraget på ca 10,4 mas, beräknas den befinna sig på ett avstånd på ca 314 ljusår (ca 96 parsek) från solen. Stjärnan rör sig närmare solen med en heliocentrisk radiell hastighet av ca -11,5 km/s.

## Egenskaper
49 Andromedae är en gul till orange jättestjärna av spektralklass K0 III, vilket anger att den genererar energi genom fusion av helium i dess kärna och ingår i röda klumpen. Spektrumet visar "något starka" absorptionslinjer av cyan (CN). Den har en massa som är ca 2,1 gånger solens massa, en radie som är ca 11 gånger större än solens och utsänder ca 71 gånger mera energi än solen från dess fotosfär vid en effektiv temperatur på ca 4 900 K.